# Eisheth Zenunim
En la Cábala, Eisheth Zenunim ( Heb. אֵשֶׁת זְנוּנִים, "Mujer de la prostitución") es una princesa de Qlifot que gobierna Satariel, el orden de Qlifot de Biná.[1] Ella se encuentra en el Zohar 1: 5a-b como "isheth zennanim" o "qodeshah". En la mitología judía, se dice que ella come las almas de los condenados.
En la saga de novelas fantásticas de Jacqueline Carey "Kushiel's Legacy", Eisheth es uno de los ocho ángeles que siguen a Elua, destacando por ser amable. En la serie, es conocida como el ángel patrón de la música, la medicina y el arte, y asociada con el mar. Su provincia es Eisande.